# Video for Windows
Video for Windows (VfW) – multimedialny framework stworzony przez Microsoft, umożliwiający odtwarzanie oraz przetwarzanie wideo w systemach Windows.

## Opis ogólny
Video for Windows zostało po raz pierwszy zaprezentowane w listopadzie 1992 roku. Powstało jako odpowiedź na technologię QuickTime autorstwa Apple dodającą cyfrowe wideo do platformy Macintosh. Sprzedawany za cenę ówczesnych dwustu dolarów amerykańskich produkt zawierał programy do edytowania i kodowania materiałów współpracujących z kartami wideo. Dla systemów Windows 3.1 oraz Windows 3.11 wydano darmowy dodatek umożliwiający jedynie odtwarzanie plików wideo; stał się on później integralną częścią Windows 95 i późniejszych wersji.
Podobnie jak QuickTime, Video for Windows miało trzy kluczowe aspekty: Audio Video Interleave (AVI), format pliku kontenera zaprojektowany dla przechowywania cyfrowego wideo; interfejs programowania aplikacji (API) pozwalające twórcom oprogramowania wczytywanie i obróbkę cyfrowego zapisu wideo w swoich aplikacjach; zestaw oprogramowania do odtwarzania i edycji plików filmowych. Pakiet ten zawierał:
- Media Player
- VidCap
- VidEdit
- BitEdit
- PalEdit
- WaveEdit.

Oryginalna wersja miała liczne ograniczenia, w tym m.in. maksymalną rozdzielczość obrazu 320 na 240 pikseli oraz nie więcej niż 30 klatek na sekundę.
W lipcu 1996 roku Video for Windows zostało w sporej części zastąpione przez ActiveMovie, znane później jako DirectShow. Wydano je po raz pierwszy w wersji beta dołączonej do drugiej bety Internet Explorer 3. ActiveMovie udostępniano za darmo, samodzielnie lub jako komponent przeglądarki Internet Explorer. Jednakże ActiveMovie nie obsługiwał przechwytywania wideo. Video for Windows wciąż było użytkowane do przechwytywania wideo do momentu wprowadzenia sterowników opartych na Windows Driver Model, którego popularność przypadła dopiero na rok 2000.
Video for Windows stało się przedmiotem pozwu zgłoszonego przez Apple w grudniu 1994 roku przeciwko  San Francisco Canyon Company oraz w 1995 r. przeciw firmom Microsoft i Intel z powodu domniemanej kradzieży tysięcy linii kodu źródłowego QuickTime celem ulepszenia wydajności Video for Windows. Pozew został ostatecznie wycofany w 1997 roku, gdy Apple zgodziło się uczynić Internet Explorer domyślną przeglądarką zamiast Netscape; w zamian, Microsoft postanowił nadal rozwijać pakiet Office i inne oprogramowanie dla Mac OS przez kolejne pięć lat, a także zakupić nieme akcje Apple za 150 milionów USD.
W marcu 1997 roku Microsoft ogłosił włączenie ActiveMovie do DirectX 5, następnie około lipca tego roku zaczął używać określenia DirectShow.

## Historia wersji
| Data wydania  | Wersja                | Opis |
| ------------- | --------------------- | --- |
| listopad 1992 | Video for Windows 1.0 | Pierwsza wersja ogólnodostępna. Zawiera kodeki Microsoft RLE i Video1. |
| listopad 1993 | Video for Windows 1.1 | Dodano kodek Cinepack. Dla tej wersji wydano pięć aktualizacji: 1.1a – 1.1e, gdzie ostatnia (opublikowana w marcu 1995 r.) była finalną wersją dla Windows 3.1x. 1.1d zawierała kodek Indeo 3.2 (wobec którego Apple uważało, że zawiera kod źródłowy z QuickTime for Windows). |
| wrzesień 1994 | Video for Windows NT  | Dołączony do Windows NT 3.5 i późniejszych. |
| sierpień 1995 | Video for Windows 95  | Dołączony do Windows 95. |
| lipiec 1996   | ActiveMovie 1.0       | Sukcesor Video for Windows. Dodano obsługę formatu MPEG-1 i plików QuickTime. |
| marzec 1997   | DirectShow 1.0        | Sukcesor ActiveMovie. |